# 異鄉人 (卡繆)
是法國作家卡繆創作的小說，出版於1942年，1957年卡繆憑此書獲諾貝爾文學獎。卡繆藉此作表達人是存在於孤立疏離之間以及生活荒謬。此書之主題和觀點經常有學者引用作為卡繆荒謬主義和存在主義哲學之例子。
此書主角是莫梭（Meursault），一個冷漠的阿爾及爾人，他冷漠地參加了他母親的葬禮。幾天後，他殺死了一名阿拉伯男子，之後被審判並被判處死刑。故事分為兩部分，以莫梭之第一人稱敘事。卡繆於1955年1月總結，《異鄉人》中的主角是擺脫社會習俗的英雄：「我很久以前就用一個說法總結過『異鄉人』，但我承認它非常自相矛盾：『在我們的社會中，任何不會在母親的葬禮上哭泣的男人都有可能被判處死刑。』我只是意味著我的書中的主角被譴責，僅因他不遵循這個道德常規。」
異鄉人的第一版，共印4400本，並不是即時就暢銷。但這部小說之後很受歡迎，部分原因是因為的文章《分析異鄉人》（Explication de L'Etranger）。此小說長期是20世紀現實主義或者存在主義文學之經典，譯成許多其他語言。此小說在世界報20世紀百大書籍中排名第一。

## 劇情
生活在阿爾及利亞首都阿爾及爾的主角莫梭收到了母親的死訊。主角在母親的葬禮上並未流露出悲傷之情，隨即又過著與之前無異的生活。不久後，因涉入朋友的私事，開槍殺了一個阿拉伯人。
在面對審判時，律師就他於先前對母親之死無動於衷且態度過於冷漠作出人格指控，莫梭則為自己展示出其內心最真誠的情感作辯護，最後法官以他的不義無情為理由判決死刑。在等待行刑期間，一位牧師違反莫梭的意願到囚室嘗試勸導他，卻令莫梭情緒爆發，並表達出其對社會道德的不滿與慍怒，以至他的無神論與荒謬主義思想。
這場暴怒讓牧師哭了，卻為莫梭的心帶來無比平靜。面對世界的不理解，他在最後之時表達出強烈的孤獨感，認為世界給予個體一份「溫柔的冷漠」，但他已全然接受。他甚至想起母親的死，指出「世上沒有人有權為她哭泣」。最終莫梭在群眾的叫囂聲中踏上了斷頭台。

## 分析
《異鄉人》寫出現代人孤獨，以及同社會疏離。開頭第一句：「今天，媽媽死了，也許是昨天，我不能確定。」就以冷淡的漠視，形塑出主人公莫梭內心與現實的衝突。
小說展示社會上人與人的關係本質都是虛偽，許多行為並不是自主而是被社會約定俗成的習俗和價值觀所規範。每個個體本是孤獨的存在，有獨立的情感與思想，卻又不得不與他人發生牽連而融和在一個看似有秩序的、和諧的社會。
這種個人和社會的矛盾在近代信仰崩塌的時代更為明顯，人越發意識到自己的行為和思想是如何被種種由集體所定義的道德和法律束縛，它們漠視個體差異，讓每個社會人的生命任由他人評斷，令個體失去定義自己生命的自主權。莫梭因無法擺脫「獨立個人」的困窘，因此他注定成為與社會疏離的局外人，也就是永遠的異鄉人。

## 衍生作品
1967年在意大利被拍攝成電影。電影名為《異鄉人》（意大利语：Lo straniero）。該片導演是意大利名導盧奇諾·維斯康蒂，《郵差總按兩次鈴》、《氣蓋山河》、《詛咒》、《魂斷威尼斯》都是其作品。制片人迪諾·德·勞倫提斯。出演者馬切洛·馬斯楚安尼、安娜·卡里娜等。
2025年被法蘭索瓦·歐容翻拍成电影。
很多人認為，皇后樂隊（Queen）的著名歌曲《波希米亞狂想曲》（Bohemian Rhapsody）是受到《異鄉人》啟發。 儘管樂隊並未承認，歌詞所敘述的故事及中心思想的確與《異鄉人》有不少異曲同工之處，包括年輕的主角在近乎無意識下開槍殺了人、在法庭的爭論、他與母親的情感連結、以及最後對生命頓悟而欣然面對無意義的死亡，且兩者均以荒謬為主題宣洩生而為人的孤獨與無力感。